# Miracle (canción de Samra Rahimli)
«Miracle» —en español: «Milagro»— es una canción compuesta por Amir Aly, Jakob Erixson, Henrik Wikström y Don Amir, e interpretada en inglés por Samra. Se lanzó como descarga digital el 14 de marzo de 2016 a través de CAP-Sounds. Fue elegida para representar a Azerbaiyán en el Festival de la Canción de Eurovisión de 2016 mediante una elección interna.
El videoclip oficial de la canción se publicó el 13 de marzo de 2016.

## Festival de Eurovisión

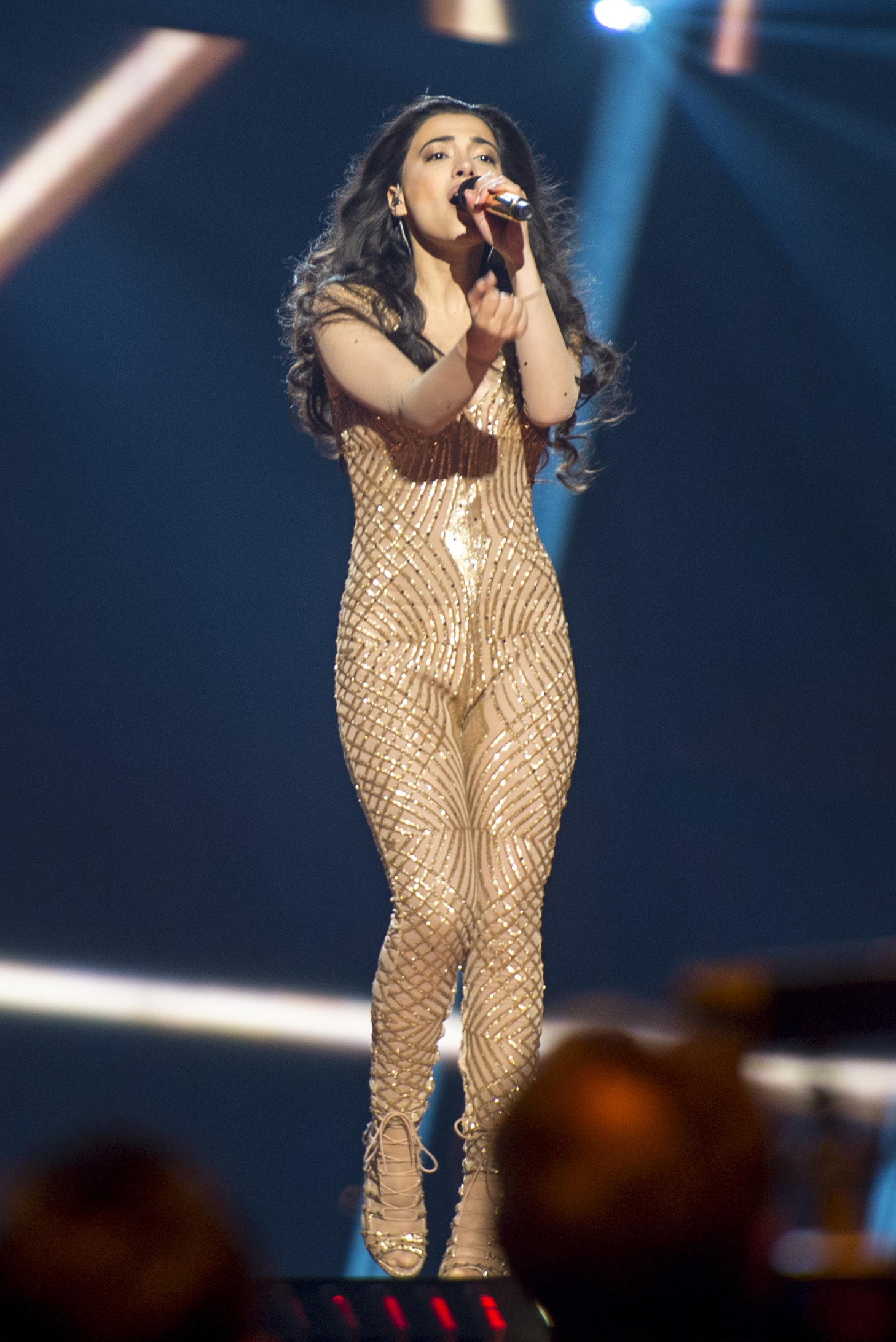
Samra interpretando la canción durante el Festival de la Canción de Eurovisión 2016.

### Elección interna
El 29 de enero de 2016, İctimai Televiziya (İTV) anunció que el artista y la canción que representaría a Azerbaiyán en el Festival de la Canción de Eurovisión de 2016 se seleccionarían internamente. Este anunciamento invitaba a artistas y compositores interesados a enviar sus canciones antes del 10 de febrero de ese año. Los artistas elegibles tenían que ser azerbaiyanos, mientras que los compositores podían ser de cualquier nacionalidad. A pesar de que la canción y el artista seleccionados se anunciarían el 14 de marzo, la İTV anunció 4 días antes que Samra Rahimli representaría a Azerbaiyán con la canción «Miracle». La selección de Samra como la representante azerbaiyana se basó en la decisión de la İTV y los participantes en una encuesta que contaba con expertos de la industria de la televisión y de la música, y de fanes de Eurovisión de más de 35 países europeos. «Miracle» fue seleccionada entre más de 400 canciones de compositores locales e internacionales de una forma similar a partir de una encuesta y la decisión de la İTV.
La canción se presentó el 13 de marzo de 2016 al publicarse el videoclip oficial. Como agradecimiento a la canción, Samra declaró: «Aunque esta canción es una historia de una dolorosa ruptura, no es una balada como uno puede pensar. Para mí es el himno de una chica fuerte y valiente. Espero que pueda inspirar a ellos que han perdido a su amor a tomar la decisión correcta y seguir adelante. ¡Esto puede convertirse en un milagro real para mí!».

### Festival de la Canción de Eurovisión 2016
Esta canción fue la representación azerbaiyana en el Festival de la Canción de Eurovisión 2016.
El 25 de diciembre de 2016, se organizó un sorteo de asignación en el que se colocaba a cada país en una de las dos semifinales, además de decidir en qué mitad del certamen actuarían.
Así, la canción fue interpretada en 14.º lugar durante la primera semifinal, celebrada el 10 de mayo de ese año, precedida por Estonia con Jüri Pootsmann interpretando «Play» y seguida por Montenegro con Highway interpretando «The real thing». Durante la emisión del certamen, la canción fue anunciada entre los diez temas elegidos para pasar a la final, y por lo tanto cualificó para competir en esta. La canción había quedado en sexto puesto de 18 con 185 puntos.
Días más tarde, durante la final celebrada el 19 de mayo de 2016, la canción fue interpretada en cuarto lugar, precedida por Países Bajos con Douwe Bob interpretando «Slow down» y seguida por Hungría con Freddie interpretando «Pioneer». Finalmente, la canción quedó en 17.º puesto con 117 puntos.

## Promoción

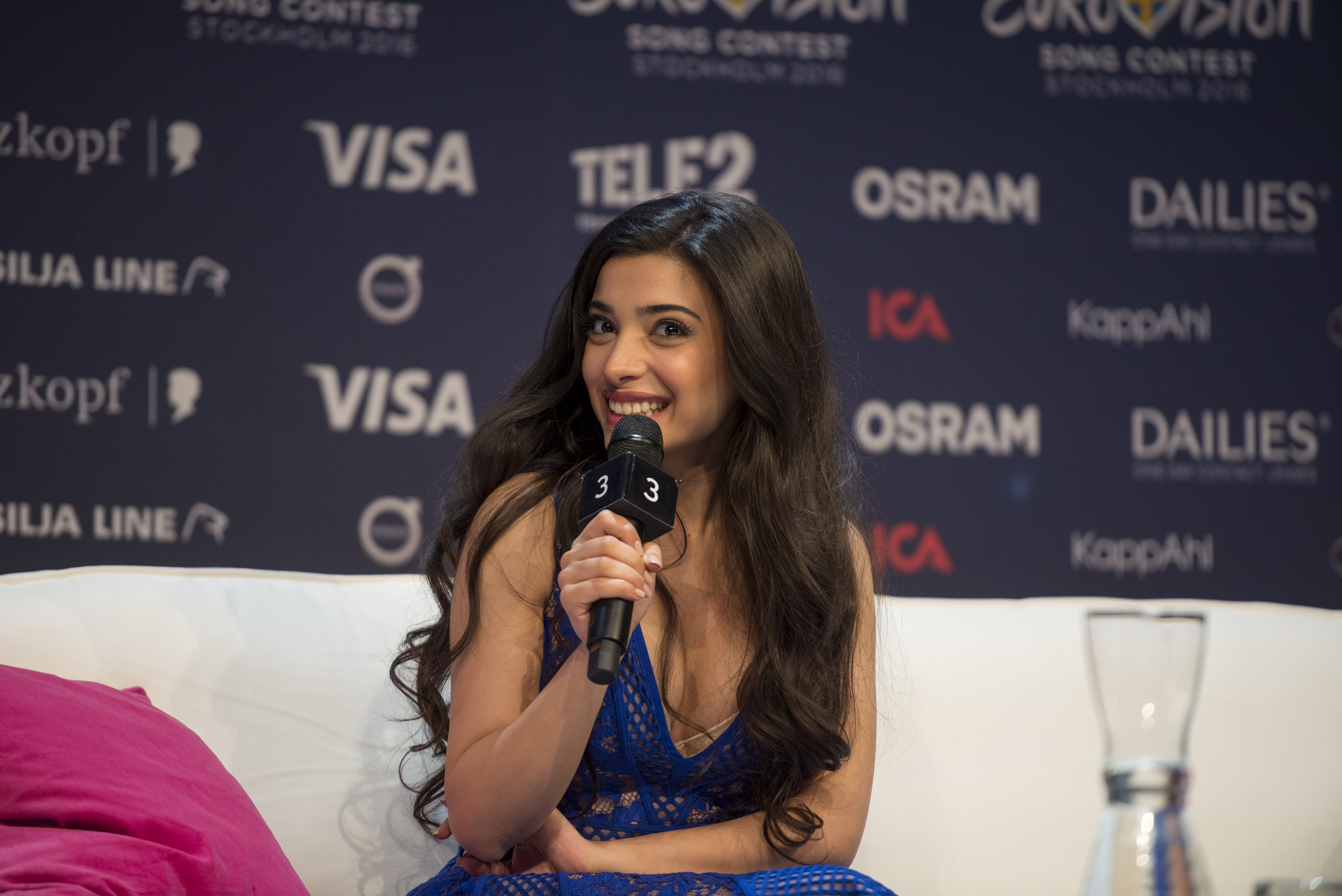
Samra Rahimli durante un acto de presentación en Estocolmo.

Samra Rahimli hizo varias apariciones alrededor de Europa para promover la canción «Miracle» como la representación albanesa de Eurovisión. El 3 de abril, Samra actuó durante el evento Eurovision Pre-Party, que tuvo lugar en el Izvestia Hall en Moscú, Rusia, y fue presentado por Dimitry Guberniev. Entre el 11 y el 13 de abril, participó en actividades promocionales en Tel Aviv, Israel, y actuó durante el evento Israel Calling organizado en el centro Ha'teatron. Entre el 21 y 22 de abril, Samra compitió en actividades promocionales en Malta, apareciendo en los programas de MTV Skjetti y Xarabank. El 23 de abril, interpretó la canción durante el progrmaa Bravo Roula en Grecia. El 25 de abril, Samra terminó sus actividades promocionales en Serbia.

## Formatos
| Descarga digital |                           |          |  |
| N.º              | Título                    | Duración |  |
| 1.               | «Miracle»                 | 3:02     |  |
| 2.               | «Miracle» (Edición samba) | 3:53     |  |

## Historial de lanzamiento
| Región  | Fecha               | Formato                       | Ref.  |
| ------- | ------------------- | ----------------------------- | ----- |
| Mundial | 14 de marzo de 2016 | CAP-Sounds – Descarga digital | [ 3 ] |